# 친애적자기
《친애적자기》(중국어 간체자: 亲爱的自己, 정체자: 親愛的自己, 병음: Qīn ài de zì jǐ 친아이더쯔지[*])는 2020년 방송되었던 중국의 드라마이다.

## 소개
- 일과 사랑 모두 놓칠 수 없는 세 여자의 리얼 도시 로맨스

## 등장 인물
- 유시시 - 리쓰위 역
- 주이룽 - 천이밍 역
- 감청자 (阚清子) - 장즈즈 역
- 펑관잉 - 류양 역
- 진미기 (陈米麒) - 구샤오링 역
- 리쩌펑 - 레이하오원 역
- 위샤오웨이 - 장옌저우 역
- 장야오 (张瑶) - 원혜중 역
- 자이쯔루 - 관샤오탕 역
- 황숴원 - 란커 역
- 처샤오 (車曉) - 자여 역

## 참고 사항
- 해당 드라마는 대한민국의 중국전문채널 중화TV에서 VOD 저작권을 구입했다. 국내 방송일자는 12월 1일이다.
- 극중 레이하오윈 역을 맡았던 리쩌펑은 겨우, 서른이 종영한지 두달만에 출연한 작품이기도 하다.